# عبد الفتاح الآغا
عبد الفتاح الآغا لاعب كرة قدم سوري، يلعب حاليًا مع نادي مصر في دوري الدرجة الثانية المصري.

## روابط خارجية
- عبد الفتاح الآغا على موقع الاتحاد الدولي (مؤرشف)  (الإنجليزية)
- عبد الفتاح الآغا على موقع قاعدة بيانات كرة القدم.إي يو (الإنجليزية)
- عبد الفتاح الآغا على موقع ناشيونال فوتبول تيمز (الإنجليزية)
- عبد الفتاح الآغا على موقع Soccerway.com (الإنجليزية)
- عبد الفتاح الآغا على موقع عالم كرة القدم.نت (الإنجليزية)